# منتخب المجر لاتحاد الرغبي للسيدات
منتخب المجر لاتحاد الرغبي للسيدات هو ممثل المجر الرسمي في المنافسات الدولية في اتحاد الرغبي .